# Chamalières-sur-Loire
Chamalières-sur-Loire is een gemeente in het Franse departement Haute-Loire (regio Auvergne-Rhône-Alpes) en telt 407 inwoners (1999). De plaats maakt deel uit van het arrondissement Le Puy-en-Velay.

## Geografie
De oppervlakte van Chamalières-sur-Loire bedraagt 13,3 km², de bevolkingsdichtheid is 30,6 inwoners per km².
De onderstaande kaart toont de ligging van Chamalières-sur-Loire met de belangrijkste infrastructuur en aangrenzende gemeenten.

## Demografie
Onderstaande figuur toont het verloop van het inwonertal (bron: INSEE-tellingen).